# Військові кампанії Менеліка ІІ

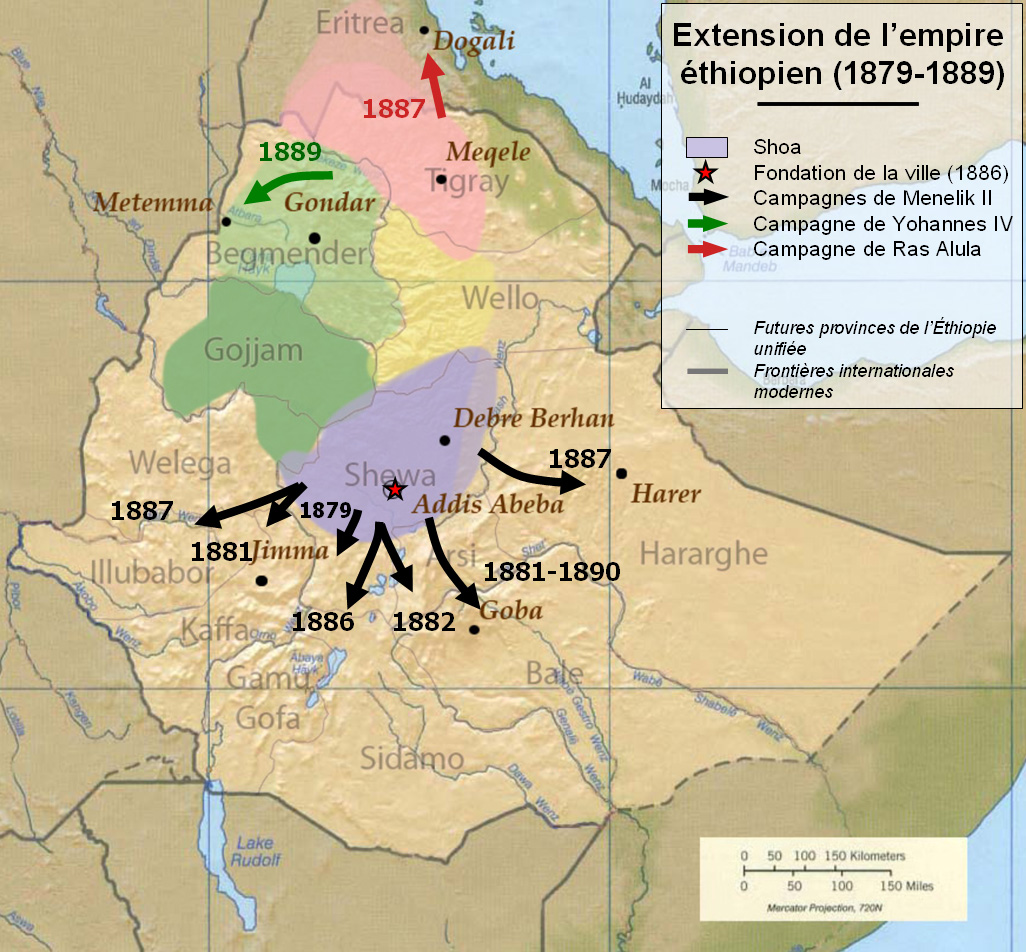
Карта першого періоду кампаній.

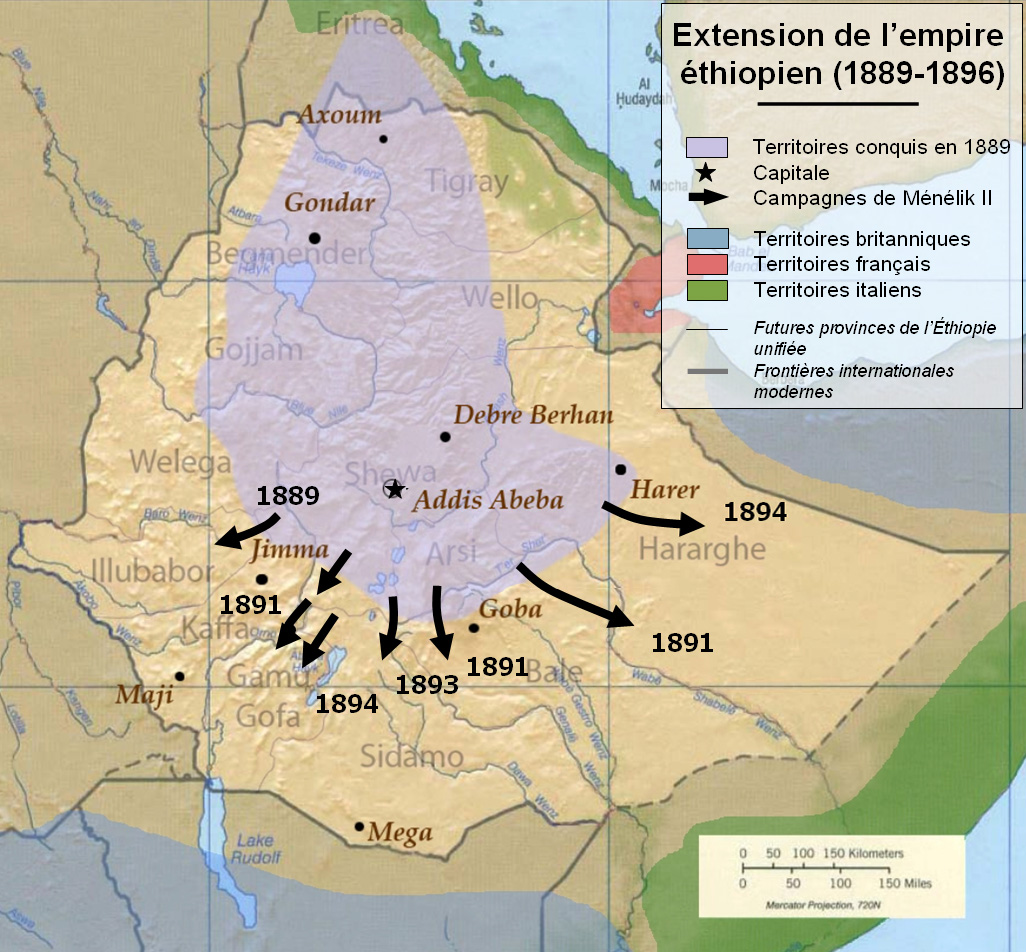
Карта другого періоду кампаній.

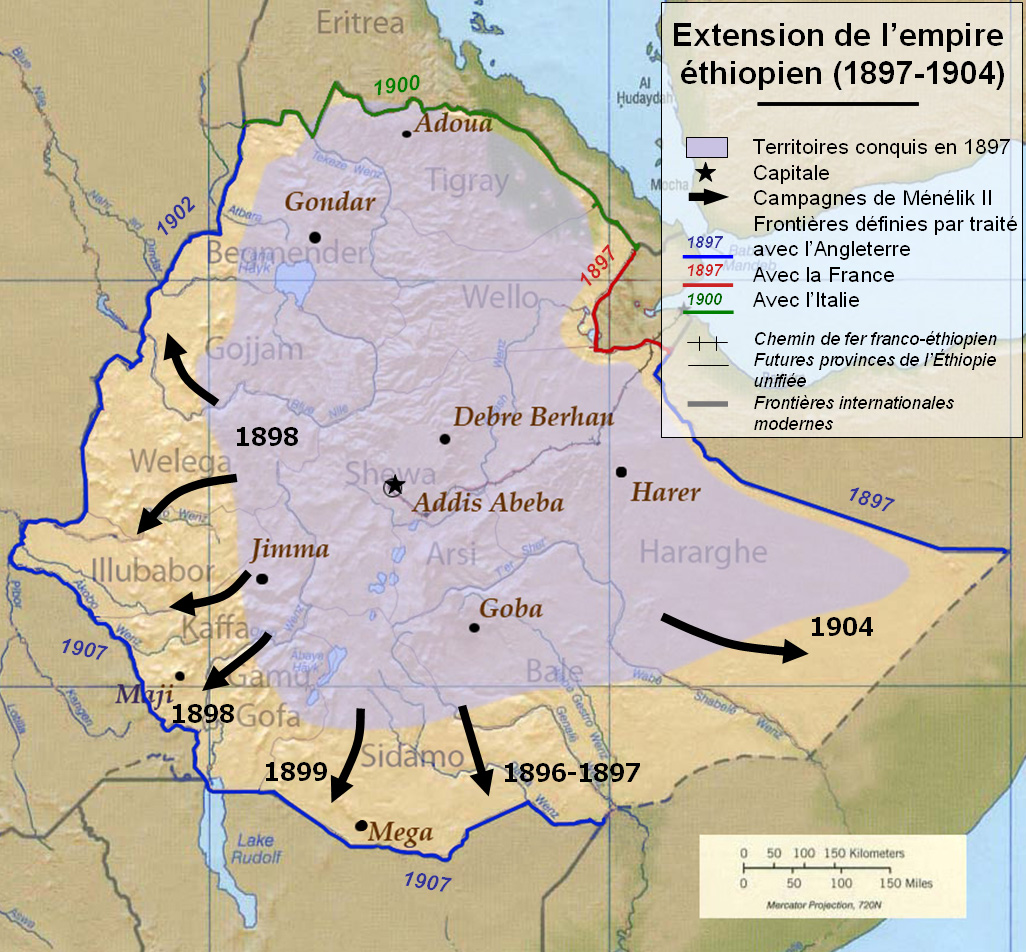
Карта третього періоду кампаній.

Військові кампанії Менеліка II, іноді іменується "Розширення Ефіопської імперії" - період в історії Ефіопії з 1879 до 1904 року, коли під проводом негуса Менеліка II силами спочатку васального по відношенню до Ефіопії (Абіссінії) королівства Шоа, яким правив Менелік, а потім (з 1889 року) силами Ефіопської імперії (правителем якої став Менелік II і до складу якої ввійшло королівство Шоа) проводили численні військові кампанії із завоювання суміжних територій, які призвели до збільшення до 1904 року території ефіопської держави порівняно з 1879 роком більш ніж утричі.

## Передісторія
Менелік II, коли його батько, негус Шоа, зазнав у боротьбі за владу над Абіссінією поразки від військ імператора Теодроса II і втік, у 1855 році визнав васалітет Шоа щодо Абіссінії, на ділі зумівши стати багато в чому незалежним правителем. Після приходу до влади в Абіссінії імператора Йоганниса IV він спочатку не побажав йому підкоритися і розпочав війну проти нього, але перед вирішальною битвою 1879 року раптово капітулював і не тільки залишився правителем Шоа, а й зумів отримати від імператора ще більшу автономію, ніж раніше. Зміцнивши своє становище на троні, Менелік розпочав перші військові кампанії - поки що лише як правитель Шоа, але під егідою розширення володінь (нехай і номінальних) імператора Абіссінії, тим паче, що Йоганнис IV всіляко підтримував його починання.

## Кампанії 1879-1889 років
На першому етапі кампаній війни велися проти державних і племінних утворень, розташованих на захід, південь і схід від Шоа, зокрема й номінально також підпорядкованих імператору. Метою їх було, зокрема, бажання Менеліка і Йоганниса збільшити податкові надходження, придбати нові ринки збуту товарів і приєднати до своєї держави нові території до захоплення їх європейськими колонізаторами.
У 1879 році почалася переможна війна з королівством Хадія і завоювання територій Східно-Африканської рифтової долини, населених народами камбата, сілте, волайте. 1881 року війська Шоа атакували територію сучасної провінції Бале, завоювання якої тривало до 1890 року. 6-7 червня 1882 року відбулася одна з найбільших битв усього періоду розширення - битва при Ембабо, в якій сили Шоа розгромили війська годжамського негуса Текле Гайманота, що правив народом оромо, що забезпечило Менеліку панування над значними територіями на південний захід від Шоа.
Рас Гобана разбил армии королевств Каффа, Джимма, Гера и Гума, признавших свою зависимость от Шоа; рас Сахле Селассие в 1883 году подавил сопротивление королевства Арсис, окончательно завоёванного в 1886 году. В 1887 году войскам Шоа удалось оккупировать плато Харар и окрестные западные территории. Параллельно развивалось наступление на север и запад, к территории современного Судана: уже в 1886 году Менелик перенёс столицу Шоа в Аддис-Абебу, в 1887 году Гобана подчинил территорию Воллега, а затем Иллубадор, вследствие чего западная граница Шоа теперь проходила по реке Гибе.
6 січня 1887 року у великому бою на рівнині Шеленго в Харарі силами Шоа було розбито війська місцевого мусульманського правителя Абдаллаха Аб-аш Шакура, після чого його володіння були приєднані до Шоа, а сам бій став відправною точкою для завоювання Огадена, яке розпочалося дещо пізніше. Цікаво, що приводом для війни з ним стало вбивство в його еміраті у квітні 1886 року італійських християн і масові утиски всіх, хто там жив і сповідував цю релігію.

## Кампанії 1889-1894 років
У березні 1889 року імператор Йоганнис IV помер, після чого в усій Абіссінії почалася боротьба за владу. 1889 року Менелік II за допомогою італійців зумів перемогти раса Менгешу, іншого претендента на трон, і був коронований абіссинською знаттю як імператор (негус-негесті, "цар царів"). Прихід Менеліка до влади стався у важкий для Абіссінії час: на кордонах імперії посилювалася активність дій європейських колонізаторів, насамперед Італії, у самій країні з 1887 року лютував величезний за масштабами голод, спричинений чумою худоби, яка розпочалася двома роками раніше, фінанси перебували в занепаді. Незважаючи на це, Менелік, щоб врятувати економіку країни і убезпечити себе від захоплення європейцями нових навколишніх територій, практично відразу після коронації почав другий етап своїх завойовницьких кампаній, зосередивши основну увагу на територіях, що лежать на південь від Абіссінії.
У результаті успішних операцій народ гураге був підпорядкований вже наприкінці 1889 року. У 1890 році було розширено окупацію території Камбата, остаточно включеної до складу імперії 1893 року. До 1891 року до Абіссінії були приєднані території Бале (остаточно), Сідамо (без району Борана) і значна частина Огадена. У 1894 році військові дії стали вестися ще масштабніше: рас Гобана приєднував нові території на південному заході, рас Меконнин Вольде-Мікаель продовжував поступові захоплення територій у Харарі та Огадені, рас Вольде Георгіс 1894 року підкорив території Гофа та Волламо. 1895 року розширення Абіссінії фактично зупинилося внаслідок початку Першої італо-абіссінської війни (1895-1896). У березні 1896 року італійські війська зазнали нищівної поразки в битві при Адуа, що змусило їх до швидкого укладення мирного договору з Абіссінією і визнання її незалежності. Підбадьорений своїм успіхом, Менелік II незабаром після перемоги продовжив завойовницькі походи, почавши третій етап кампанії з розширення імперії, оскільки деякі суміжні з Абіссінією території ще не були колонізовані європейцями.

## Кампанії 1896-1904 років
Новий наступ на сусідні народи було розпочато абіссінськими військами вже 1896 року, майже одразу ж після укладення миру з Італією; Менелік II відтепер використовував для виправдання своїх завоювань аргумент необхідності "захисту від колоніалізму" африканських народів. У 1896-1897 роках відбувалося завоювання району Борана, одночасно з цим Габте Георгис почав зводити укріплення на території Консо для кращого контролю над цією територією. 1897 року відбулося велике повстання у васальному королівстві Каффа з відмовою платити данину імператору, яке було успішно придушене. 1898 року відбувалося завоювання Бені-Шангула і суданського прикордоння, одночасно з цим рас Вольде Георгіс підкорив територію Маї та Гольдія, досягнувши озера Рудольф, а рас Тассама розгромив сили племен масонге і гімірра, приєднавши їхні землі до Абіссінії. 1899 року Менелік II направив війська під командуванням російського офіцера Нiколая Леонтьєва, який перебував у нього на службі, до південного кордону озера Рудольф для приведення до покірності місцевих жителів, проте закріпитися на цих територіях ефіопам не вдалося. 1904 року відбулася остання завойовницька кампанія Менеліка II, унаслідок якої було підпорядковано південний схід Огадена і знову загострилися відносини з Італією.

## Границі
Кордон між Абісінією та Британським Сомалі був встановлений у 1897 році, з Англо-єгипетським Суданом — у 1902—1907 роках (на різних ділянках), з Британською Східною Африкою (нині Кенія ) — у 1897 році, з Французьким Сомалі (нині Джибуті ) 1897 року, з колонізованою італійцями Еритреєю — 1900 року . Кордон з Італійським Сомалі за життя Менеліка II демарковано не було.

## Наслідки

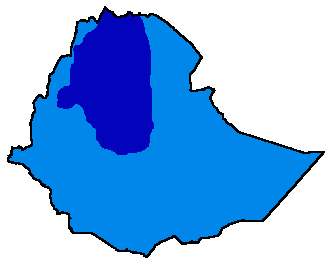
Розширення Ефіопії за Менеліка II.

Одним із найбільш ранніх і важливих наслідків кампаній Менеліка II було збільшення абіссинської армії після завоювання наприкінці 1880-х років південно-східних територій, населених галла (оромо): їхня кіннота, яка стала частиною його військ, відіграла важливу роль у Першій італо-абіссінській .
Під час завойовницьких кампаній правлячої верхівки Абіссінії їхній фінансовий добробут значно збільшувався. Селян на приєднаних територіях обкладали величезними податками, щоб покривати витрати імператорського двору, вищого духовенства та утримання армії. На деяких територіях автономія була збережена від центрального уряду, вони могли бути васальними королівствами по відношенню до Абіссінії. Наприклад, королівство Джимма існувало до 1932 року. У другіх регіонах, таких як Волата, Каффа і Гуміре, населення повставало проти абіссінських завойовників, що призводило до позбавлення знаті привілеїв і каральних операцій з боку урядових сил. Придушення повстань часто супроводжувалося вбивствами мирних жителів і розоренням сільськогосподарських угідь.
Незважаючи на те, що в завойовницьких кампаніях, особливо на другому і третьому їхніх етапах, чималу частину військ, які брали безпосередню участь у них, становили раніше підкорені народи, як-от ором і гураге, уряд прагнув представити завоювання нових територій як винятково "амхарське": вживали масштабних заходів для насадження серед підкорених народів амхарської мови та монофізитської християнської віри (особливо серед народів, які сповідували іслам або язичницькі релігії). Таких самих заходів вживали і щодо солдатів із підкорених народів, яких брали на службу, - їх примушували вчити амхарську і міняти віросповідання, і багато колишніх солдатів і найманців розгромлених правителів, не маючи засобів для існування, охоче йшли в урядову армію, збільшуючи її чисельність. У значній частині завойованих регіонів місцеві еліти, однак, чинили опір подібній асиміляції, що серйозно дестабілізувало ситуацію в країні. Крім того, в результаті завоювань 90 % народу оромо опинилося у складі Абіссінії, фактично перевершивши за чисельністю її "титульний" народ - амхара.
Незважаючи на прояви крайньої жорстокості під час деяких походів, абіссінська адміністрація значно змінила політичну та соціальну структуру на приєднаних до імперії територіях, де почали з'являтися, наприклад, дороги та медичні заклади. На завойованих землях почали масово будуватися так звані кетемаси - укріплені форти абіссінської армії, призначені для контролю за навколишніми землями, населеними часто ворожим центральній владі населенням; зазвичай їх зводили на висоті щонайменше 1 км над рівнем моря, оскільки в ефіопських низинах того часу часто лютували епідемії різноманітних захворювань, насамперед малярії. Згодом деякі такі військові поселення перетворилися на великі города.